# 内田康夫サスペンス・福原警部
『内田康夫サスペンス・福原警部』（うちだやすおサスペンス ふくはらけいぶ）は、2009年から2014年までテレビ朝日系「土曜ワイド劇場」で放送された刑事ドラマシリーズ。全5回。主演は石塚英彦。
副題は第1作から第3作は「フグハラ体型の警部と美人刑事のプロファイリング捜査！」、第4作からは「フグハラ体型の警部と美人刑事の殺人捜査!!」。

## キャスト

### 警視庁捜査一課
福原太一
演 - 石塚英彦（ホンジャマカ）
階級は警部。本庁捜査一課のキレ者と名高く、事件の捜査主任として派遣される。食に造詣が深く、さらに捜査会議中にも関わらず寝ている場面もあるが、眠る間に頭の中で捜査資料を整理し、解決へのヒントを導く。「死体のない現場の視察は無意味」という考えを持つのも、現場の刑事を信頼しているからである。
北島誠
演 - 賀集利樹
階級は巡査部長。福原の部下。ノートパソコンを常に携帯している。第3作ではiPadを使用している。
山崎悠子
演 - 原千晶（第2作 - ）
階級は巡査部長。福原の部下。第2作では「週刊ジャパン」の記者を名乗り、身分を隠して捜査協力をしている。

### 警視庁奥多摩警察署
椿和美
演 - 藤谷美紀
捜査課刑事。階級は巡査部長。プロファイリングを勉強していて、将来はそれを生かした仕事を本庁でしたいと考えている。最初は福原に対抗心を燃やしていたが、しだいに福原を理解していく。
山本
演 - 清野秀美
捜査課刑事。
吉田
演 - 吉藤健太郎
捜査課刑事。
小野正
演 - 渡辺いっけい（第1作・第2作・第4作 - ）（26年前：森岡龍〈第5作〉）
捜査課係長。階級は警部補。福原とはいつも意見が合わず張り合っている。第3作では胃潰瘍のため入院しており登場しない。
野口猛
演 - 宇梶剛士（第3作）
捜査課係長。階級は警部補。小野に変わり捜査の指揮を執る。本作の事件を最後に警察を辞め、うどん屋を継ぎ5代目となる。
南田正隆
演 - 宅麻伸
署長。福原の警察学校時代の教官。福原を信頼している。妻を亡くして、3回忌を迎えている（第4作）。

### その他
小宮山健
演 - 杉崎真宏
阿佐ヶ谷のイタリア食堂&Bar「ノンチェマーレ」のオーナーシェフ。福原の釣り仲間。通称「健ちゃん」。独身。
福原を「刑事にしとくのは惜しいぐらい、気の優しい人物」と評する。

### ゲスト
第1作「“優しい殺人犯”が飲み物の中に飲み物を隠した理由」（2009年）
- 神永洋二（アトラス証券八王子支店 社員） - 長谷川朝晴
- 木村多恵子（真理子の秘書兼お手伝い） - 渋谷琴乃
- 川井真理子（スナック「マミー」経営者） - 山口いづみ
- 渡辺亮一（ラーメン「ひの一番」店主） - 岩田和樹
- 高見佳男（IT企業「クリオネネットウェーブ」社員） - 一條俊
- 金沢昌夫（コンビニ店「オレンジマート」経営者・婿養子） - 長江健次
- 久保田（刑事） - 田口主将
- 警官 - 久野圭一郎
- 山下誠（配達員） - 篠原辰也

第2作「“幸せなカップル”は何故心中したか？」（2010年）
- 羽山喜代子（羽山の妻・元保険外交員） - 国分佐智子
- 永井美佐江（羽山家の隣人） - 渡辺典子
- 宇野和男（不動産会社社員） - 比留間由哲
- 秋元透（創作豆腐料理奥多摩「兎亭」板前） - 地曵豪
- 長谷川保（警視庁捜査一課 警部補・福原の部下） - 伊藤正之
- 羽山米義（家電メーカー勤務） - 朝倉伸二
- 宇野久子（宇野の妻） - 弘中麻紀
- 後藤明久（カフェ「ラビットハウス」店主） - 湯江健幸
- 秋元文江（「兎亭」店主・透と正次の母） - 衣通真由美
- 秋元正次（「兎亭」板前・透の弟） - 内村遥
- 永井博之（美佐江の息子） - 瀬戸祐介（中学時代：大嶋捷稔）
- 神主 - 山田登是
- 友子（料理教室の生徒） - 山崎華奈
- 悦子（料理教室の生徒） - 佐藤和津恵
- 加奈（カフェ「ラビットハウス」店員） - 清浦夏実

第3作「私の夫が連続殺人犯？レモンの匂いと消えたハーブ畑の謎」（2011年）
- 河島真砂子（河島の後妻・レストラン「かわしま」オーナーシェフ） - 雛形あきこ
- 河島孝之（陶芸家） - 寺泉憲
- 波多野洋一（写真家） - 田中幸太朗
- 波多野美奈代（波多野の妻） - 村井美樹
- 松永幸一（美術店「風雅堂」店主） - 池田政典
- 吉岡由利（イベント会社社長） - 藤井聖子
- 河島輝子（河島の前妻・9年前失踪） - 中村綾
- 神父 - 山田明郷
- 三上（警察医） - 掛田誠
- 前島苑子（由利の共同経営者） - 松田沙希
- 釣り人 - 田野良樹
- 松本（レストラン「かわしま」店員） - おのさなえ

第4作「白骨美女と心中した男 ヤマイモ＋わさび＝死のレシピ!?」（2012年）
- 菊地早知（雑誌「MARIKO」記者・椿和美の大学時代からの親友） - 酒井美紀
- 小宮祐介（由紀子の夫） - 山口馬木也
- 松井悦子（奥多摩医科大学 法医学者） - いしのようこ
- 小宮由紀子（早知の姉） - 原久美子
- 三好勇（由紀子のストーカー） - 宮川一朗太
- 大山典子 - 山本みどり
- 本村多恵子 - 寺田千穂
- 山田俊男（悦子の助手） - 土屋裕一
- 内川瞳 - 舟木幸
- 湯村農園のオーナー - 松本じゅん
- 芳子 - 髙木直子
- 正江 - 竹中里美
- コンビニ店主 - 村本明久
- 安恵（隣室の女） - 安河内理恵
- タレント - 池田沙絵美

第5作「W不倫が呼ぶ連続殺人!? かじりかけのリンゴの謎」（2014年）
- 根岸絵里（根岸の妻・ペンション「ローズ奥多摩ガーデン」オーナー） - 原史奈（6歳：遠藤璃菜）
- 根岸嘉男（日本画家・婿養子） - 窪塚俊介
- 川中勉（Knハウジング 専務） - 蟹江一平（6歳：樋口海斗）
- 島津夕紀（絵里の姉） - 遊井亮子
- 長瀬和之（根岸の師匠） - 大森博史
- まり子 - 沢井美優
- 長瀬美貴（長瀬の妻） - 京野ことみ
- 高木行彦（商社マン） - 黄川田将也
- 久保田圭介（味噌の醸造会社「鳩ノ巣味本舗」社長） - 鈴木裕樹
- 萩原英二（公認会計士） - 伊礼彼方
- 佐々木伸子（ペンション「ローズ奥多摩ガーデン」従業員） - 岩田さゆり
- 保（まり子の恋人） - 一ノ瀬ワタル
- 島津広志（夕紀の夫） - 小林博
- ホテルのウェイター - アラキマキヒコ

## スタッフ
- 原作 - 内田康夫
- 脚本 - 篠崎好（第1作）、今井詔二（第2作 - 第4作）、森宮栄（第5作）
- 音楽 - 吉川清之
- 監督 - 伊藤寿浩
- 撮影 - 栗林克夫（第1作・第3作 - ）
- 照明 - 落合一夫（第1作・第3作 - ）
- 美術製作 - 柳澤武（第1作）、岸田洋治（第4作）
- 録音 - 根本敬介（第1作・第3作 - ）
- 編集 - 末吉俊明（第1作・第3作 - ）
- EED - 佐藤利史（第1作 - ）
- 選曲 - 伊藤克己（第1作・第3作 - ）
- 技術協力 - テイクシステムズ、汐留スタジオ、ビデオフォーカス
- 音響効果・MA - スワラプロダクション
- ロケ協力 - 奥多摩町、相模原フィルムコミッション
- プロデューサー - 高橋浩太郎（テレビ朝日）、土橋覚（東阪企画 / 第1作 - 第3作）、内丸摂子（東阪企画 / 第4作 - ）
- 制作 - テレビ朝日、東阪企画

## 放送日程
| 話数 | 放送日        | サブタイトル                                         | 原作                                              | 脚本     | 視聴率 |
| ---- | ------------- | ---------------------------------------------------- | ------------------------------------------------- | -------- | ------ |
| 1    | 2009年6月06日 | “優しい殺人犯”が飲み物の中に飲み物を隠した理由       | 「優しい殺人者」 （「死線上のアリア」所収）       | 篠崎好   | 16.5%  |
| 2    | 2010年6月05日 | “幸せなカップル”は何故心中したか？                   | 「死あわせなカップル」 （「死線上のアリア」所収） | 今井詔二 | 15.8%  |
| 3    | 2011年4月23日 | 私の夫が連続殺人犯？レモンの匂いと消えたハーブ畑の謎 | 「埋もれ火」 （「逃げろ光彦」所収）               | 今井詔二 | 14.6%  |
| 4    | 2012年4月14日 | 白骨美女と心中した男 ヤマイモ＋わさび＝死のレシピ!?  | 「愛するあまり」 （「他殺の効用」所収）           | 今井詔二 | 14.4%  |
| 5    | 2014年9月20日 | W不倫が呼ぶ連続殺人!? かじりかけのリンゴの謎         | 「アリスの騎士」 （「軽井沢の霧の中で」所収）     | 森宮栄   | 10.5%  |

- 視聴率はビデオリサーチ調べ、関東地区・世帯

## 遅れネット
- 山陰中央テレビジョン放送は、第1作を2010年6月20日の13:00〜14:55の「TSKワイド劇場」枠で初放送している。

## 備考
- 第3作の翌週に放送された『デカワンコ ちょっとだけリターンズ（番外編）』（日本テレビ系）において本作をパロディしたシーンがあった。なお『デカワンコ』にも石塚が刑事役で出演している。

## 放送局
- テレビ朝日 新作および再放送
- ANN各局 新作および再放送